# Woody Island (Tasmanien)
Woody Island är en ö i Australien. Den ligger i delstaten Tasmanien, i den sydöstra delen av landet, omkring 20 kilometer nordost om delstatshuvudstaden Hobart.
Trakten runt Woody Island består i huvudsak av gräsmarker. Runt Woody Island är det ganska glesbefolkat, med 35 invånare per kvadratkilometer. Genomsnittlig årsnederbörd är 619 millimeter. Den regnigaste månaden är november, med i genomsnitt 79 mm nederbörd, och den torraste är augusti, med 37 mm nederbörd.